# EFG Eurobank Ergasias

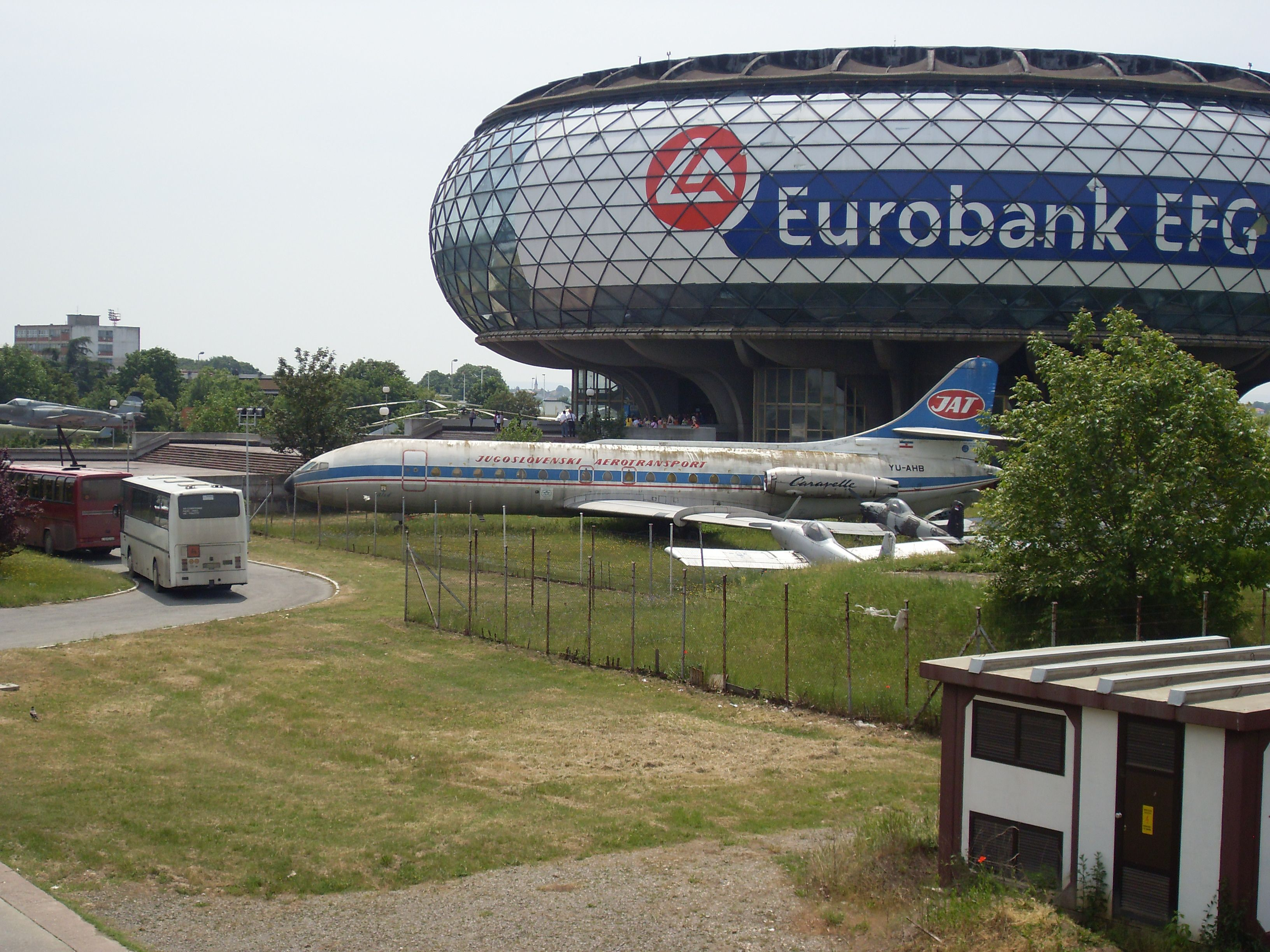
Eurobank EFG es el patrocinador oficial del Museo de la aviación (Belgrado).

Eurobank, Eurobank EFG o EFG Eurobank Ergasias es el tercer mayor banco de Grecia con más de 300 sucursales a lo largo de todo el país y es líder de mercado en segmentos de alto crecimiento. Es parte del grupo de compañías de Spiro Latsis.  EFG Eurobank Ergasias tiene su sede en Atenas, Grecia. 
Eurobank es miembro del Grupo Financiero Europeo —European Financial Group EFG (Luxemburgo) SA ("EFG Group")— y tiene más de 24.500 empleos.

## Historia
- En 1990 - Establecimiento del "Euromerchant Bank SA"[4] (Ευρωεπενδυτική Τράπεζα ΑΕ,[5] literalmente banco euroinversión)
- En 1994 - Adquisición del 75% del EFG Private Bank (Luxemburgo) S.A.
- En 1996 - Adquisición del Interbank Grecia S.A.
- En 1997 - Fusión entre Eurobank – Interbank. Adquisición de la red de sucursales del Crédit Lyonnais - Grecia S.A. "Euromerchant Bank" es renombrado como "EFG Eurobank S.A.".
- En 1998 - Adquisición del 99,8% del Cretabank.
- En 1999 - Fusión entre EFG Eurobank – Banco de Atenas a través de un cambio de acciones. OPV de las acciones de EFG Eurobank. Fusión entre EFG Eurobank – Cretabank. Adquisición del 50,1% en Ergobank tras una oferta pública.
- En 2000 - Fusión entre EFG Eurobank – Ergobank. La nueva entidad es renombrada "EFG Eurobank Ergasias S.A.". Adquisición del 19,25% de la participación en Banc Post S.A. Romania.
- En 2002 - Fusión entre EFG Eurobank Ergasias – Banco de Inversión Telesis. Adquisición del 50% en Alico / CEH Balkan Holdings alcanzando el 43% de participación en el Post Bank Bulgaria.
- En 2003 - Fusión por absorción de "Ergoinvest S.A.". Fusión por absorción del "Fondo Inversor de Desarrollo S.A.". Establecimiento de Euroline Retail Services (Rumania) - 80% Eurobank Cards y 19.961% - Banc Post. Establecimiento de Eurocredit Retail Services (Chipre) - 100% subsidiarias de Eurobank Cards.
- En 2004 - Establecimiento de Euroline Retail Services AD (Serbia) - 100% subsidiaria de Eurobank Cards
- En 2006 - Adquisición del 100% de Nacionalna štedionica – banka en Serbia
- En 2006 - Adquisición del 70% de Tekfenbank en Turquía, 99,3% del Universal Bank en Ucrania y el 74.3% del DZI Bank en Bulgaria